# Placido Gaslini
Placido Gaslini (Milano, 9 aprile 1906 – Roma, 26 gennaio 1975) è stato un tennista italiano.

## Carriera
Tennista specializzato in doppio fu un elemento importante della squadra italiana di Coppa Davis negli anni 1920. Con la nazionale giocò diciassette incontri vincendone otto ma nella disciplina del doppio ottenne un buon record di sette vittorie a fronte di quattro sconfitte, giocò sempre in coppia con Uberto de Morpurgo.
Raggiunse la finale degli Internazionali d'Italia 1930 sempre in coppia con Morpurgo ma vennero sconfitti dalla coppia statunitense formata da Wilbur Coen e Bill Tilden.

## Statistiche

### Coppa Davis

#### Singolare
6 partite: 1 vittorie - 5 sconfitte

#### Doppio
11 partite: 7 vittoria - 4 sconfitte